# San
San (ukr. Сян, trans. Sjan) – rzeka w południowo-wschodniej Polsce, prawobrzeżny dopływ Wisły. Długość – 457,76 km. Na odcinku 54 km jest rzeką graniczną między Polską a Ukrainą. Powierzchnia zlewni – 16 861 km² (14 390 km² w Polsce, 2471 km² na Ukrainie).

## Przebieg

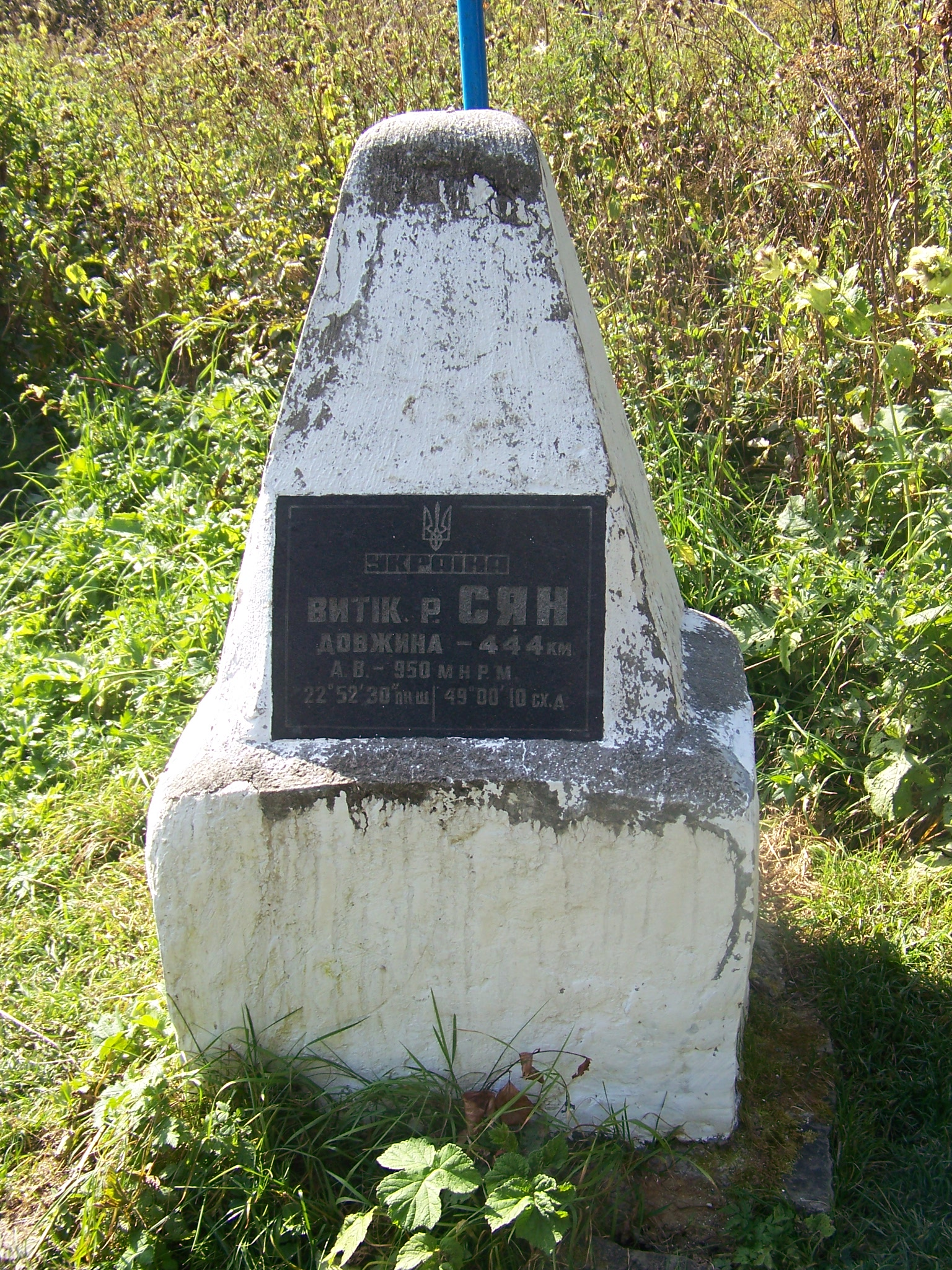
Obelisk graniczny nr 224 na granicy polsko-ukraińskiej z tablicą informującą o źródłach Sanu

Źródło Sanu znajduje się na terenie Ukrainy, na wysokości około 925 m n.p.m., na południowo-wschodnich stokach Piniaszkowego w Bieszczadach Zachodnich, w pobliżu miejscowości Sianki. Na granicy Polski i Ukrainy, przy monolicie granicznym 224, znajduje się źródło jego pierwszego lewego dopływu. Na tym znaku granicznym strona ukraińska w 1996 roku zawiesiła tablicę błędnie informującą, że jest to wytik riky Sian (źródło rzeki San). Rzeczywiste główne źródło Sanu znajduje się wyżej, około 300 m na południowy zachód od obelisku w centrum śródleśnej polany ok. 30 m od granicy z Polską .
San w górnym biegu płynie na północny zachód, przepływa przez Bieszczady, gdzie tworzy malowniczy przełom pomiędzy Otrytem a Tołstą. Na odcinku bieszczadzkim utworzono dwa sztuczne zbiorniki wodne: Jezioro Solińskie i Jezioro Myczkowskie. Następnie w okolicach Sanoka skręca na północ i przepływa przez Pogórze Środkowobeskidzkie, oddzielając od siebie Pogórze Przemyskie i Pogórze Dynowskie. W okolicach Dynowa skręca na wschód i, meandrując, dociera do Przemyśla. Na odcinku od źródła do Przemyśla San jest rzeką górską. Na wschód od Przemyśla, na terenie tzw. Bramy Przemyskiej, zatacza łuk na północ i ponownie, tym razem już ostatecznie, przyjmuje kierunek północno-zachodni. Na tym odcinku rzeka płynie Doliną Dolnego Sanu, stanowiącą część Kotliny Sandomierskiej. San zbiera liczne niewielkie dopływy z Pogórza Dynowskiego i Płaskowyżu Kolbuszowskiego na zachodzie oraz z Płaskowyżu Tarnogrodzkiego i Równiny Biłgorajskiej na wschodzie. Dolina Sanu jest na tym odcinku szeroka (do 10 km), pełna starorzeczy, wypełniona łąkami i lasami łęgowymi. San uchodzi do Wisły na północny wschód od Sandomierza.
Na odcinku 54 km rzeką prowadzi granica polsko-ukraińska – od miejsca położonego kilkaset metrów od źródeł, do wielkiego zakola wokół Łysani koło Smolnika nad Sanem.

## Dolina Sanu
Dolina Sanu od Trześni do Przemyśla, a także od Sieniawy do Szówska stanowi korytarz komunikacyjny, którym biegną droga krajowa nr 77, droga wojewódzka nr 870 i linia kolejowa Przemyśl – Rozwadów. W dolinie dolnego Sanu leżą miasta: Jarosław, Radymno, Sieniawa, Leżajsk, Ulanów, Rudnik nad Sanem, Nisko i Stalowa Wola. W dolinie górnego Sanu leżą Lesko, Zagórz, Sanok, Dynów, Dubiecko i Przemyśl.

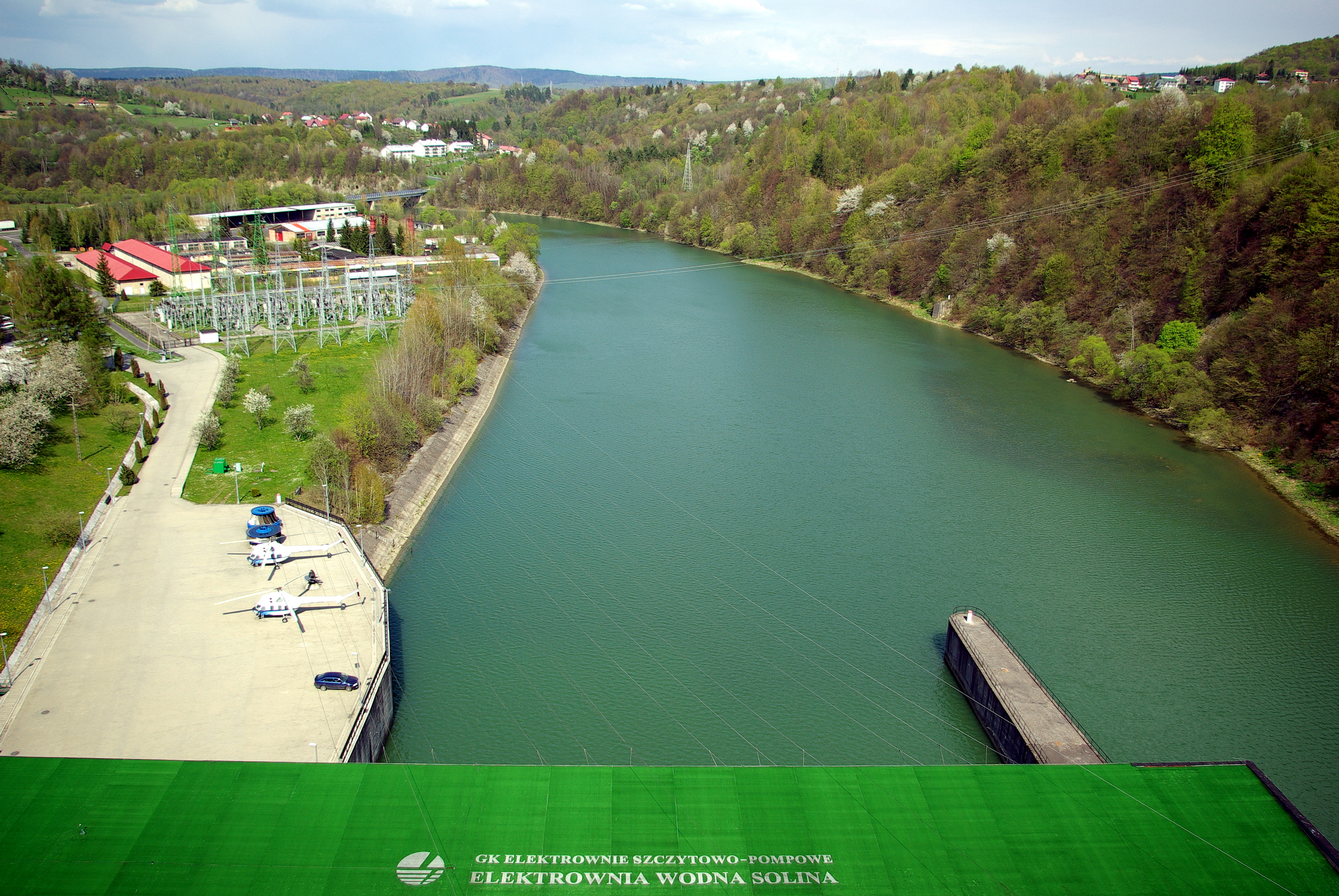
Widok z zapory na bieg Sanu

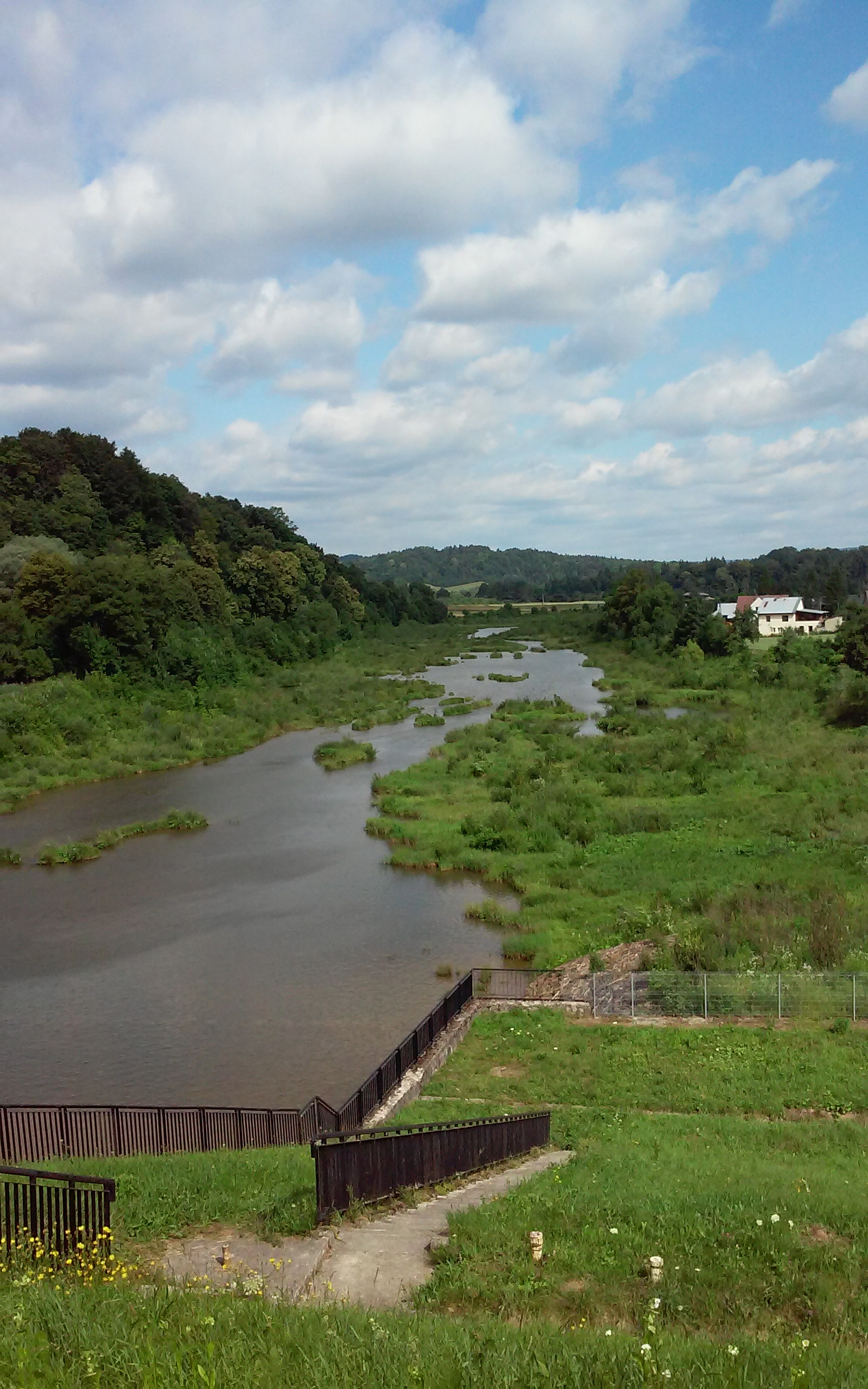
San w Myczkowcach

## Dopływy
| - w górnym biegu (do Przemyśla): - Potok Niedźwiedzi, - Niegryłów, - Wołosaty, - Solinka, - Hoczewka, - Osława, - Sanoczek, - Tyrawka, - Baryczka, - Stupnica, - Olszanka, | - w dolnym biegu (od Przemyśla): - Wiar - Wisznia - Rada - Łęg Rokietnicki - Szkło - Lubaczówka - Lubienia - Wisłok - Trzebośnica - Tanew - Bukowa - Łukawica - Jodłówka |

## Fauna

### Ryby i minogi
W Sanie występuje lub występowało w czasach historycznych 48 gatunków ryb i minogów, z czego 7 to gatunki obce lub inwazyjne. Budowa zapory we Włocławku spowodowała wymarcie wędrownych, dwuśrodowiskowych gatunków ryb w dorzeczu Sanu: troci wędrownej, łososia atlantyckiego, węgorza europejskiego, certy, a także minoga rzecznego. Budowa zapór w Solinie i Myczkowcach, a także mniejszych progów na Sanie i jego dopływach uniemożliwiła także migrację ryb w dorzeczu górnego Sanu, przez co nastąpił silny spadek liczebności np. świnki.
| nazwa łacińska              | nazwa polska          | gatunek obcy | San | Tanew | Bukowa | Łukawica |
| Esox lucius                 | szczupak              |              | +   | +     | +      | +        |
| Rutilus rutilus             | płoć                  |              | +   | +     | +      | +        |
| Barbatula barbatula         | śliz                  |              | +   | +     | +      | +        |
| Gobio gobio                 | kiełb pospolity       |              | +   | +     | +      | +        |
| Leuciscus leuciscus         | jelec pospolity       |              | +   | +     | +      | +        |
| Perca fluviatilis           | okoń pospolity        |              | +   | +     | +      | +        |
| Alburnus alburnus           | ukleja pospolita      |              | +   | +     | +      |          |
| Ameiurus nebulosus          | sumik karłowaty       | +            | +   |       |        | +        |
| Alburnoides bipunctatus     | piekielnica           |              | +   | +     | +      |          |
| Carassius gibelio           | karaś srebrzysty      | +            | +   | +     |        |          |
| Leuciscus idus              | jaź                   |              | +   | +     |        | +        |
| Squalius cephalus           | kleń                  |              | +   | +     | +      |          |
| Lota lota                   | miętus pospolity      |              | +   | +     |        |          |
| Misgurnus fossilis          | piskorz               |              | +   | +     |        |          |
| Rhodeus amarus              | różanka europejska    |              | +   | +     |        |          |
| Abramis bjoerkna            | krąp                  |              | +   |       |        |          |
| Carassius carassius         | karaś pospolity       |              | +   | +     |        |          |
| Cobitis taenia              | koza                  |              | +   | +     |        |          |
| Gasterosteus aculeatus      | ciernik               |              |     | +     |        |          |
| Leucaspius delineatus       | słonecznica pospolita |              |     | +     | +      |          |
| Pseudorasbora parva         | czebaczek amurski     | +            | +   |       |        |          |
| Sabanejewia aurata          | koza złotawa          |              | +   |       |        |          |
| Sander lucioperca           | sandacz pospolity     |              | +   |       |        |          |
| Abramis brama               | leszcz                |              | +   | +     |        |          |
| Barbus barbus               | brzana pospolita      |              | +   | +     |        |          |
| Chondrostoma nasus          | świnka                |              | +   | +     |        |          |
| Cottus gobio                | głowacz białopłetwy   |              | +   | +     |        |          |
| Cottus poecilopus           | głowacz pręgopłetwy   |              | +   | +     |        |          |
| Cyprinus carpio             | karp                  | +            | +   |       |        |          |
| Eudontomyzon mariae         | minóg ukraiński       |              |     |       | +      |          |
| Gymnocephalus cernua        | jazgarz               |              | +   |       |        |          |
| Leuciscus aspius            | boleń pospolity       |              | +   |       |        |          |
| Salmo trutta fario          | pstrąg potokowy       |              | +   | +     |        |          |
| Thymallus thymallus         | lipień                |              | +   | +     |        |          |
| Tinca tinca                 | lin                   |              | +   |       |        |          |
| Vimba vimba                 | certa                 |              | +   | +     |        |          |
| Salmo trutta                | troć wędrowna         |              | +   | +     |        |          |
| Anguilla anguilla           | węgorz europejski     |              | +   |       |        |          |
| Barbus meridionalis         | brzanka               |              | +   |       |        |          |
| Barbus peloponnesius        | brzana peloponeska    | +            | +   |       | +      |          |
| Hucho hucho                 | głowacica             | +            | +   |       |        |          |
| Lampetra fluviatilis        | minóg rzeczny         |              | +   | +     |        |          |
| Lampetra planeri            | minóg strumieniowy    |              | +   |       |        |          |
| Oncorhynchus mykiss         | pstrąg tęczowy        | +            | +   | +     |        |          |
| Perccottus glenii           | trawianka             | +            |     |       |        |          |
| Phoxinus phoxinus           | strzebla potokowa     |              | +   |       |        |          |
| Romanogobio kesslerii       | kiełb Kesslera        |              | +   |       |        |          |
| Scardinius erythrophthalmus | wzdręga               |              | +   |       |        |          |
| Silurus glanis              | sum pospolity         |              | +   |       |        |          |
| Abramis sapa                | sapa                  | +            |     |       |        |          |
| Babka gymnotrachelus        | babka łysa            | +            |     |       |        |          |
| Barbus carpathicus          | brzanka               |              | +   |       |        |          |
| Barbus waleckii             | brzana karpacka       |              | +   |       |        |          |
| Ctenopharyngodon idella     | amur biały            | +            |     |       | +      |          |
| Neogobius fluviatilis       | babka rzeczna         | +            |     |       |        |          |
| Neogobius melanostomus      | babka śniadogłowa     | +            |     |       |        |          |
| Proterorhinus semilunaris   | babka marmurkowa      | +            |     |       |        |          |
| Romanogobio albipinnatus    | kiełb białopłetwy     |              | +   |       |        |          |
| Liczba gatunków:            |                       | 11           | 48  | 29    | 13     | 8        |

### Ptaki

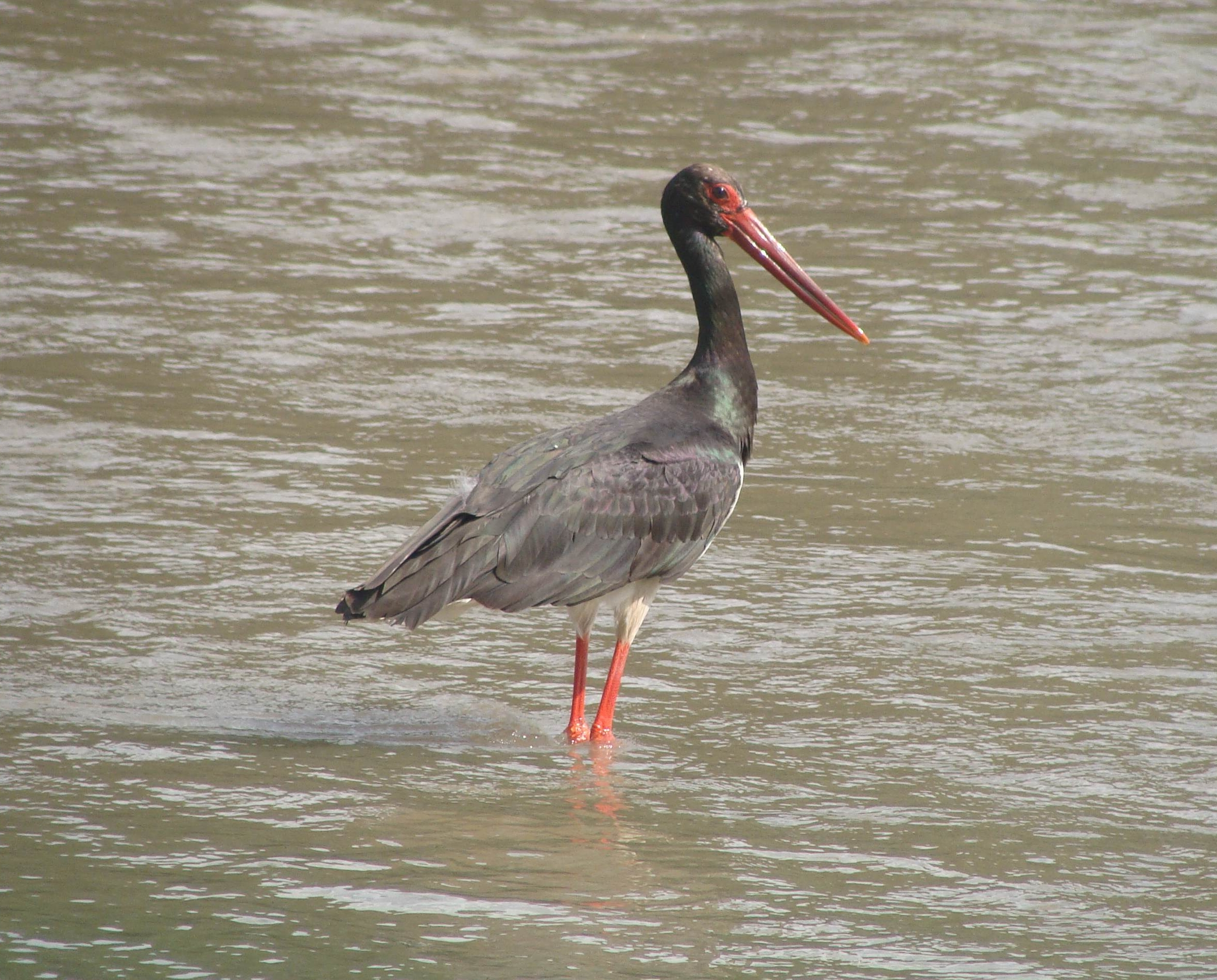
Bocian czarny nad Sanem w Sanoku
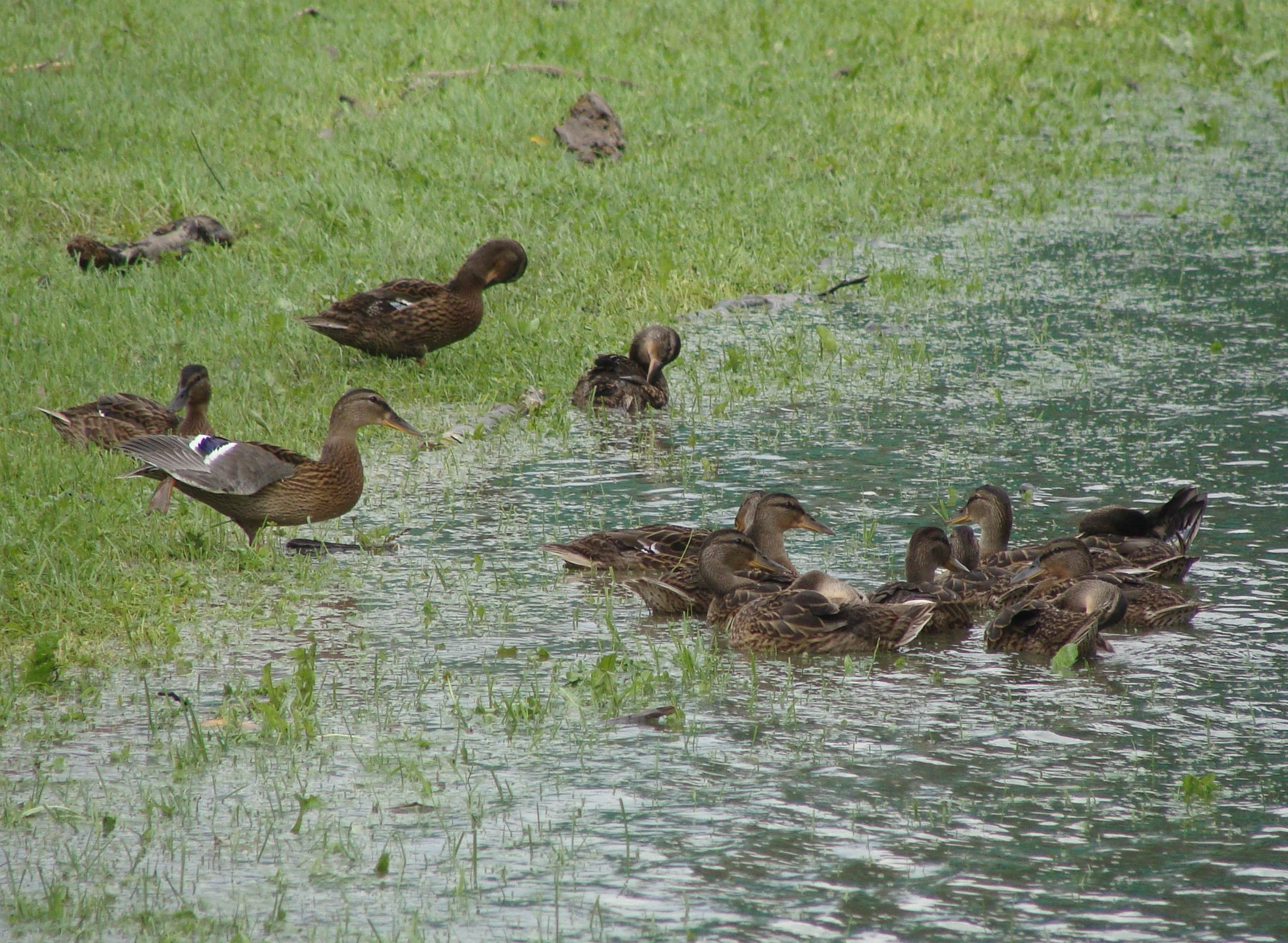
Kaczki krzyżówki nad Sanem, Sanok, 2008
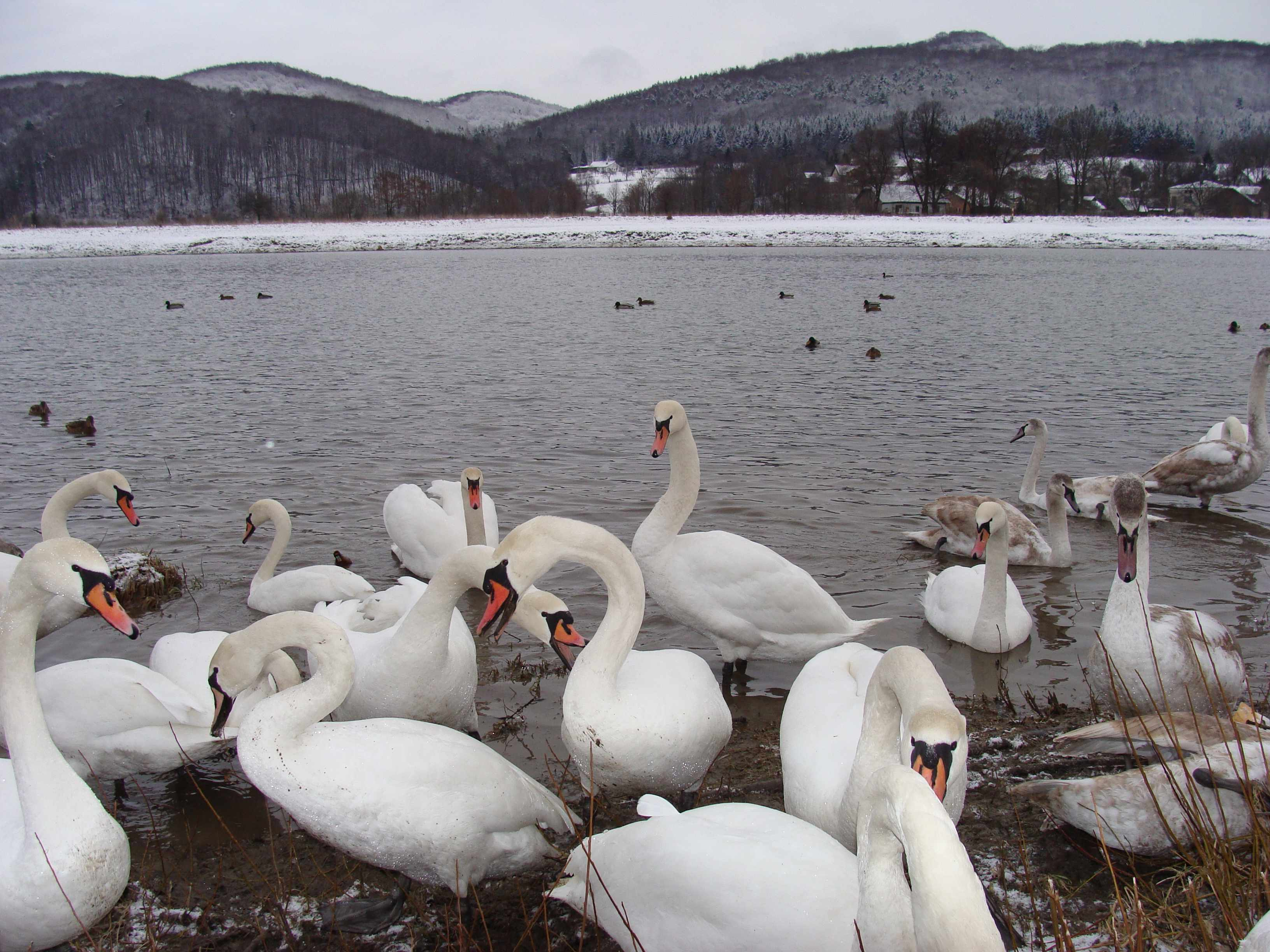
Łabędzie nad Sanem, Sanok, 31 stycznia 2009

## Powodzie i regulacja rzeki

### 1913
Miało miejsce kilka wylewów Sanu: pierwszy: 3–4 lipca, drugi: 17–18 lipca. Największy w sierpniu gdy zostały zalane niżej położone dzielnice Przemyśla i elektrownia miejska. Zalany został też Jarosław i okoliczne wsie.

### 1980
W ostatniej dekadzie lipca 1980 była najpotężniejsza z powodzi. Do zbiornika Zalewu Solińskiego wpływało 1500 m³ wody na sekundę. Przeciętny dopływ nie przekracza 19 m³ na sekundę.

### 2008
Z 24 na 25 lipca 2008 wzdłuż głównej zlewni Sanu w jego górnym i środkowym biegu miała miejsce powódź. W 12 powiatach województwa podkarpackiego przekroczone zostały stany alarmowe, w kolejnych 9 powiatach ogłoszono pogotowie przeciwpowodziowe. Z czwartku na piątek w południowo-wschodniej części województwa po kilku dniach deszczu spadło jednego dnia ponad 80 mm (dm³/m²). Z brzegów wystąpiły m.in. wody Sanu, Pielnicy, Sanoczka, Wisłoka i Stobnicy. Stobnica, której normalny stan utrzymuje się na poziomie 30 cm w ciągu kilku godzin osiągnęła w Brzozowie poziom 3 metrów. Zalane zostały między innymi miejscowości Nadolany, Hłomcza, Mrzygłód, Haczów, Ulucz, Rakowa, Tyrawa Wołoska i Tokarnia, w której górski dopływ Sanoczka zniszczył most, odcinając wieś od jedynej drogi. W pierwszym dniu powodzi zniszczonych zostało na całym Podkarpaciu pięć mostów, 70 km dróg, 100 ha upraw oraz zalanych zostało 70 gospodarstw.

### 2010
Po kilkudniowych opadach deszczu (16 maja – 19 maja 2010; powódź 2010) nieznacznie podniósł się stan rzek w dorzeczu środkowego i górnego Sanu, w tym znacząco wzrósł poziom dopływów Pielnicy i Osławy. Poziom rzek zgodnie z monitoringiem powodziowym Starostwa Powiatowego w Sanoku wynosił w dniu 19 maja 2010 o godz. 8.00: San – 322 cm, stan ostrzegawczy – 280 cm; Osława – 162 cm, stan ostrzegawczy – 170 cm, Pielnica – 278 cm, stan ostrzegawczy – 240 cm. 18 maja wieczorem fala powodziowa dotarła do drogi krajowej nr 28 w Sanoku Olchowcach. Podtopione zostały piwnice i poziom parteru w kilku budynkach mieszkalnych w tej dzielnicy miasta Sanoka.

### 2020
Nadmierne opady sprawiły, że rzeka San wezbrała i przekroczyła stan alarmowy. Nadbrzeża rzeki na terenie Sanoka i okolic zostały zalane.

## Urbanizacja

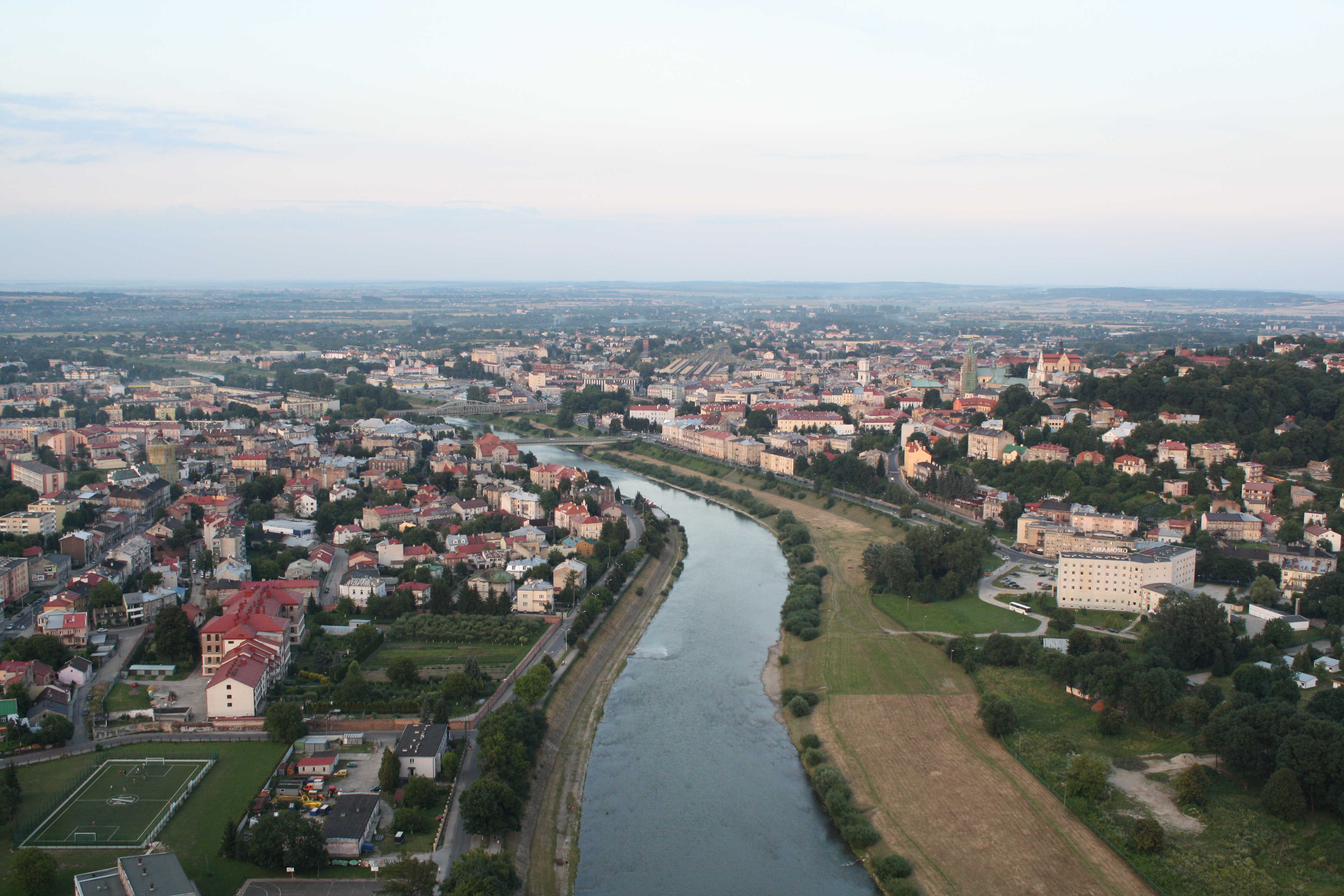
San w Przemyślu

Miasta położone nad Sanem:

- Lesko
- Zagórz
- Sanok
- Dynów
- Dubiecko
- Przemyśl
- Radymno
- Jarosław
- Sieniawa
- Leżajsk
- Nowa Sarzyna
- Rudnik nad Sanem
- Ulanów
- Nisko
- Stalowa Wola

## Historia
Początki osadnictwa celtyckiego na terenie dorzecza Sanu sięgają IV wieku p.n.e. Celtowie osiedlili się w południowej części dorzecza, nad górnym i środkowym Sanem, w okolicach dzisiejszego Sanoka. Na terenie tym do chwili obecnej zlokalizowano 26 stanowisk archeologicznych z materiałami, które należy przypisać kulturze celtyckiej. Do najlepiej przebadanych należą osady w miejscowościach Pakoszówka, Sanok-Biała Góra oraz Trepcza. Na stanowisku w miejscowości Trepcza jeszcze w latach 60. XX w. znaleziono m.in. złotego statera celtyckiego.

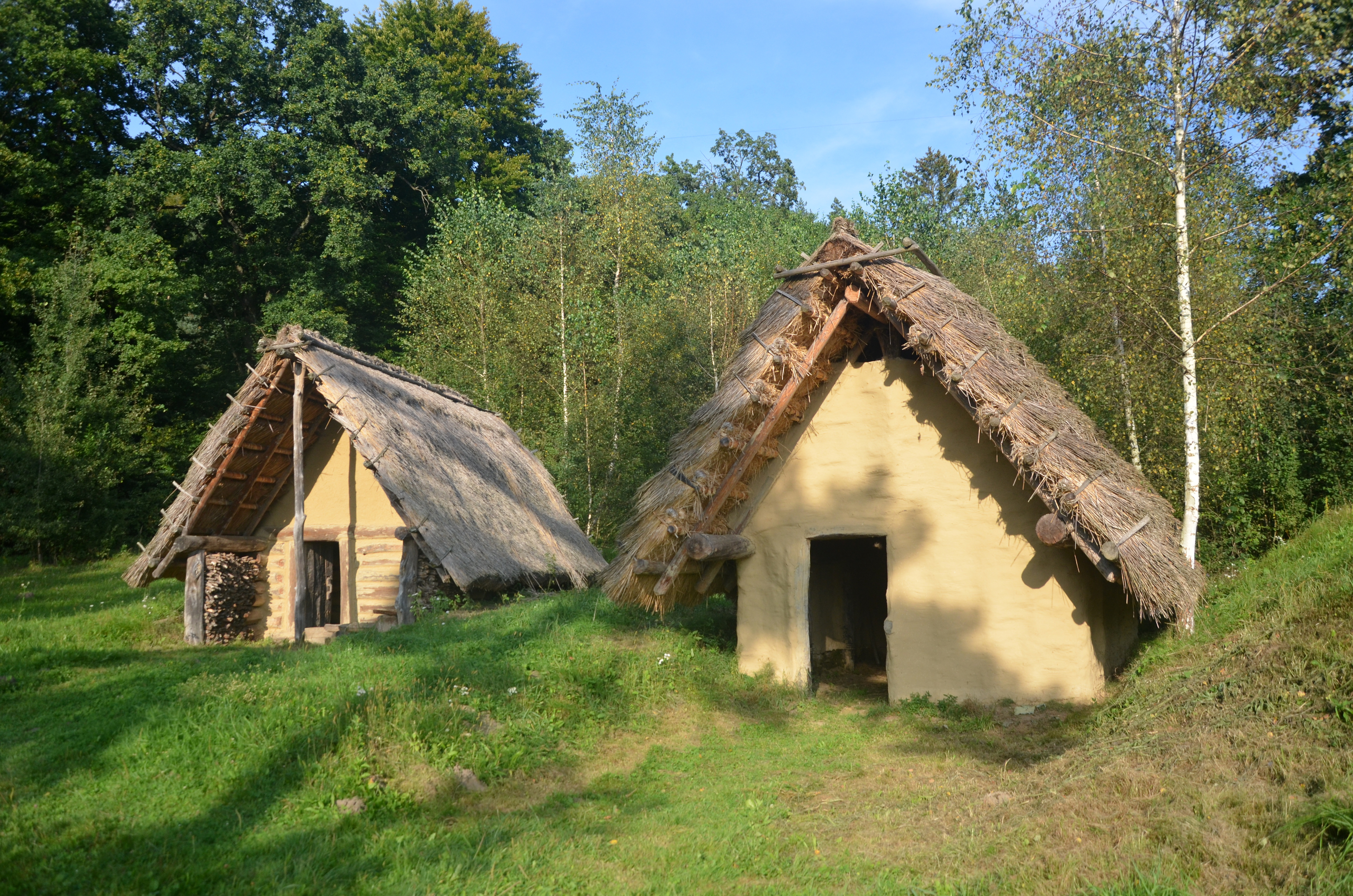
Rekonstrukcja zagrody celtyckiej odkrytej podczas prac archeologicznych nad górną terasą zalewową na prawym brzegu Sanu u podnóża Białej Góry w Sanoku (2018)

Przed okresem wędrówek ludów tereny znajdujące się w dorzeczu Sanu należały do związku plemiennego Lugiów. W pierwszych dziesięcioleciach IX wieku obszar ten był siedzibą Lędzian, którzy następnie dostali się pod panowanie koczowniczych Madziarów. W późnym średniowieczu dolne dorzecze Sanu zostało skolonizowane przez polskich Mazurów oraz Niemców ze Śląska i Saksonii – „Cały obszar Podgórza od Dołów Sanockich po Gorlice, Szymbark i Pilzno, skolonizowany był przez Sasów i do dziś jeszcze lud nazywa tę okolicę „Na Głuchoniemcach”.

Lud tutejszy nie grzeszy zbytnią urodą, ale jest rosły, silny i wytrwały w pracy, a przytem uczciwy i moralny, w czem przedstawia zupełne przeciwieństwo z sąsiadującymi z nim ludnością ruską i mazurską, która nie posiada w tym stopniu żadnej z powyższych zalet, choć pod zewnętrznym względem przedstawia typ o wiele idealniejszy. Iwoniczanin, osiadły w górach przejął zwyczaje ludu górskiego; zamieszkuje on jak oni kurne chaty i ciężkim trudem około jałowej roli zdobywa sobie kęs chleba

Do kolonizacji ziem w górnym dorzeczu Sanu głównie na prawie wołoskim prowadzonej przez rody Balów, Kmitów i Herburtów, doszło dopiero na przełomie XIV i XV wieku. Osadnictwo wołoskie dało początek zamieszkującym te tereny grupom etnicznym wschodniosłowiańskiej proweniencji: Łemkom i Bojkom. W wyniku powojennych przesiedleń oraz akcji „Wisła” górne i środkowe dorzecze Sanu opuściła ludność tych ziem pochodzenia ukraińsko-ruskiego. Rozproszone enklawy tej grupy pozostały w dorzeczu Osławy. Obecni mieszkańcy tego regionu to głównie ludność polska pochodząca z terenów obecnego województwa podkarpackiego oraz przybysze z dużych miast Polski.
Najstarszymi miejscowościami położonymi nad Sanem i odnotowanymi w źródłach historycznych przed rokiem 1340 są: Przemyśl, Trepcza, Sanok i Jarosław, a w latach przed naszą erą w Leżajsku znajdowało się starożytne stanowisko żeglugi.
W latach 70. XX wieku opracowano projekt budowy kaskady górnego Sanu, w skład której miały wchodzić (oprócz dwóch istniejących zbiorników): zapora i zbiornik wodny w Niewistce, zbiornik wyrównawczy w Dynowie oraz stopnie wodne w Wybrzeżu, Kupnej i Tarnawcach. Projekt ten został jednak zarzucony.

## San jako droga wodna
San był w przeszłości intensywnie wykorzystywany jako droga wodna. Prowadzony był na nim zarówno spław, jak i żegluga.
Wincenty Pol w swej pracy „Rzut oka na północne stoki Karpat” (1851) pisał: Spławnym może być San od Smolnika, ale spławy chodzą dopiero od Liska [tj. Leska] właściwie. (…) Spławy chodzą takie same po Sanie, jak i po Wisłoce (…), tj. tafle składające się z 6–8–10 sztuk okrągłego drewna o długości około 4 sążni. Tratwy takie ładowano zwykle dodatkowo drewnem opałowym, deskami i gontami. Jeśli chodzi o żeglugę, to W. Pol podawał: Galary małe chodzą po Sanie od Dynowa w dół, a w górę po Jarosław i Przemyśl, niekiedy na większej wodzie.
Znacznie intensywniejsza żegluga odbywała się w dolnym biegu rzeki, gdzie pływały galary, szkuty, dubasy i berlinki. Okres żeglugi ograniczały pory roku i warunki hydrologiczne. Wody gościnne bywają o ś. Janie i ś. Jakubie, powódź nie trwa na Sanie nad dwa do trzech dni, od Dynowa poczyna już wylewać szeroko (…). Przy pomyślnej wodzie i pogodzie może się odbyć spław do Wisły z Liska w dniach 12 do 14. Od Wisły w górę do Jarosławia w dniach 8–20 przy spokojnym czasie. Dróg nadbrzeżnych nie ma, statki ciągną tedy ludzie mocą swoją pod wodę – zaznaczał W. Pol. Głównym towarem spławianym statkami było zboże, ale ładowano na nie również płótno, wyroby garncarskie, owoce (suszone), anyż i inne produkty spożywcze.
Oprócz już wspomnianych miast znaczenie w żegludze na Sanie miały Leżajsk i Ulanów, w których budowano statki rzeczne. Ulanów był ponadto największym ośrodkiem flisackim na Sanie. Jeszcze w latach międzywojennych drewno, dostarczone tu Sanem i jego dopływem, Tanwią, spławiano w dużych ilościach Wisłą do Gdańska.

## Hydronimia
Nazwa rzeki ma etymologię prawdopodobnie praindoeuropejską, w znaczeniu ‛wartki, bystry strumień’ (taki San właśnie jest na odcinku aż do Przemyśla). W języku Gallów san znaczyło ‛rzeka’. Nazwy rzek Shannon (irl. Siannan), Saona, Seine i San mają wspólny źródłosłów.
Według Witolda Taszyckiego nazwa rzeki ma swoje źródło w języku gockim, podobnie jak pobliskie rzeki Wiar i Strwiąż. Nazwami górskimi pochodzenia gockiego są według tego autora również Beskid, Beskidy i Bieszczady, gdzie swój początek bierze rzeka San.
Według różnych interpretacji dzieła Ptolomeusza Geografia dorzecze Sanu we wczesnym średniowieczu II / III w. n.e. mogło być siedzibami celtyckich plemion Anartów i Saboków. W źródłach nazwę rzeki podawano jako Sanъ, reku Sanъ, k Sanovi, nad Sanomъ (1152), Sanu (1287), San (1339), Szan (1406), Sanok (1438), Saan (1439), Sayn (1445), San (1467), Szan (1517), Schan (1526).

## Upamiętnienie
- W wielu polskich miastach dorzecza Sanu została ustanowiona ulica Sanowa (w kolejności biegu rzeki): w Lesku[32], w Bykowcach[33], w Sanoku (1867, zob. ul. Sanowa)[34], w Przemyślu[35], w Jarosławiu[36], w Leżajsku[37], w Nisku[38].
- W 2002 wydano nr 2 periodyku „Zeszyty Archiwum Ziemi Sanockiej” pt. San, rzeka ziemi sanockiej (redaktor wydania: Franciszek Oberc)[39].

## Kultura masowa
- Gyóni Géza – „Tylko jedna noc” (węg. Csak egy éjszakára) poemat
- Pawło Czubynski – Hymn Ukrainy, 1862
- Kalman Segal. A shṭeṭl baym San. 1965. (opowiadanie)
- Marian Pankowski. U starszego brata na przyzbie. 2005 (opowiadanie)
- KSU – „Moje Bieszczady”, utwór muzyczny